# شیرزاد (ننگرهار)
شیرزاد (به لاتین: Sherzad) یک منطقهٔ مسکونی در افغانستان است که در ولسوالی شیرزاد واقع شده‌است. شیرزاد ۹٬۵۳۶ نفر جمعیت دارد. همه مردمان این منطقه پشتون هستند.